# Suomen merivoimat
Suomen merivoimat (Den finske flåde) er den maritime del af Finlands militær, som har ansvaret for de finske hav- og kystområder. Marinens styrke er i fredstid opgjort til cirka 2.300 mand samt 4.300 værnepligtige. Finske orlogsskibe bærer præfixet FNS, hvilket på engelsk betyder Finnish Naval Ship (Finsk flådefartøj).

## Forhistorie

### Den svenske tid
I året 1756 blev den svenske galejflåde udskilt fra den øvrige flåde og fik navnet "hærens flåde" (senere "skærgårdsflåden"). Denne nye flåde blev ledet af Augustin Ehrensvärd. Skærgårdsflåden opløstes midlertidigt i år 1766 under huepartiets regeringstid, men da hattepartiet atter fik magten i 1770 genoprettedes galejflåden. Den ene del af flåden blev udstationeret i Suomenlinna og blev kaldt den finske eskadre og den anden del som forblev i Stockholm blev kaldt den svenske eskadre. I 1777 forenedes disse flåder igen og blev igen omtalt som hærens flåde. Nye eskadrer blev oprettet til Bohuskysten i 1789 og Turku i 1793. En pommersk eskadre blev udstationeret i Stralsund. Hærens flåde havde sit eget flag som var helt blåt med tre tunger.
i 1770'erne konstruerede skibsbyggeren Fredrik Henrik af Chapman fem nye skærgårdsfregatter til den svenske skærgårdsflåde, disse blev navngivet efter hovedbyerne i de finske landskaber. Sammen med de nybyggede kanonchalupper og -joller vandt hærens flåde store sejre under krigen i 1788-90 mod Rusland.
I 1789 bestod hærens flåde af 285 orlogsfartøjer, 320 officerer, 675 underofficerer og 6.000 mand. Den øvrige besætning bestod af hærens folk. Under vinteren mellem 1789 og 1790 udbyggedes hærens flåde kraftigt og voksede sig næsten til dobbelt størrelse. I foråret 1790 bestod flåden af 349 fartøjer med 3.000 kanoner og 21.000 mand. 2/3 af besætningerne kom nu fra hæren.
Den "rigtige" svenske flåde havde til sammenligning 21 linjeskibe, 8 fregatter og 13 mindre fartøjer. Her udgjorde besætningerne 16.300 mand.

### Den russiske tid
Efter at Finland blev annekteret af Rusland og fik status som et storfyrstendømme overtog den russiske flåde bevogtningen af de finske havområder. Den 24. april 1830 gav den russiske zar ordre om at oprette et finsk søkorps, Suomen Meriekipaasi. Dette efterfulgtes i 1853 af oprettelsen af 2. Suomen Meriekipaasi som dog kun havde adgang til fregatten Olof. Sammenlagt havde de to korps adgang til følgende skibe:
- Fregatten Jekaterina (1831-?)
- Fregatten Bellona (1831-?)
- 9 store svenske galejer (1837-?)
- Linjeskibet Leipzig (1842-50)
- Fregatten Melpomene (1842-?)
- Skonnerten Meteor (1842-?)
- Linjeskibet Finland (1850-?)
- Linjeskibet Andrej (1851-?)
- Fregatten Kaleva (1859)
- Fregatten Olof (1853-1856)

Under og efter Krimkrigen blev mandskabet fra 1. Suomen Meriekipaasi benyttet i de russiske fæstninger. 2. Suomen Meriekipaasi blev opløst i 1856 og 1. Suomen Meriekipaasi fulgte efter i 1862. De blev erstattet af et mindre korps bestående hovedsageligt mandskab fra 1. Suomen Meriekipaasis. Kort efter værnepligtens indførsel i 1878 blev korpset nedlagt i 1880. Alle finner aftjente derefter sin værnepligt i det finske militær, som på dette tidspunkt kun bestod af infanteri.

## 1917-1922

### Den russiske flåde trækker sig tilbage fra Finland
I slutningen af 1. verdenskrig lå dele af den russiske flåde indefrosset i havnen i Helsingfors under vinteren 1917-18. Da tyske styrker gik i land på Hangö og avancerede mod Helsingfors gik de russiske matroser i panik. Det lykkedes dog russerne at forhandle sig til det der blev kaldt "Hangöaftalen", som tillod dem at afsejle Helsingfors sikkert og forpligtede dem til at forholde sig neutrale i stridighederne mellem de tyske tropper og de røde finner. De britiske fartøjer som opererede fra finske havne i samarbejde med den russiske flåde, søgte enten tilbage til Storbritannien eller sænkede sig selv. De russiske styrker som indbefattede slagskibe, krydsere og destroyere blev evakueret. De sidste russiske fartøjer forlod Helsingfors den 12. april 1918. Et antal mindre fartøjer som ikke kunne forlade havnene på grund af isen faldt i finske hænder. 

## Tiden 1922-1947

### Den gamle flåde (1918-1929)
De erobrede russiske fartøjer kom til at udgøre grundstammen i det selvstændige Finlands flåde frem til slutningen af 1920'erne. Da Rusland endelig tabte krigen overtog den tyske flåde patruljeringen af det finske territorialfarvand, og da tyskerne kapitulerede til ententemagterne genoptog briterne overvågningen af den finske bugt, og sørgede dermed for at bolsjevikkernes skibe ikke kunne komme ud i bugten indtil 1920. Den britiske eskadre bestod indledningsvis i 1918 af 4 lette krydsere og destroyere og senere i 1919 af 2 lette krydsere og 4 destroyere under Sir Walter Cowans kommando. Senere fik han desuden forstærkning af yderligere 2 lette krydsere, seks ubåde (med tender) og en halv flotille destroyere.
Rusland havde opbygget et stærkt kystforsvar under de år hvor Finland hørte under Rusland. Dette forsvar bestod af mange forter og adskillelige pjecer i mange forskellige kalibre (75 mm, 152 mm, 254 mm og 305 mm) som var placeret langs den finske kyst. Kystartilleriet var den klart bedst udrustede del af det finske forsvar under vinterkrigen.
Da fæstningen i Turku skulle oprettes fik major A. Almqvist til opgave at danne et tungt batteri. Indledningsvis blev 70 mand overført til Turku og denne nyoprettede enhed gik under navnet Turku befæstningsartilleri. Efterhånden som organisationen blev udbygget ændredes navnet til Turku kystartilleribataljon. Sammen med tilsvarende kystartilleribataljoner i Viipuri og Sordavala fik en fælles kommando som et kystartilleriregiment under oberst Vilho Nenonen.
Kystartilleribataljonerne blev senere til selvstændige kystartilleriregimenter i 1919 og oberst Nenonen blev chef for kystartilleriet. Flådens og kystartilleriets hovedkvarterer blev lagt sammen til kystforsvarshovedkvarteret som eksisterede mellem 1919-1923.
Efter en revision af kystforsvaret i 1922 blev det delt op i tre dele i perioden 1923-27: Flåden, kystartilleriet og krigshavnene. De politiske vinde der blæste i 1927 betød at man skulle samle kommandoen over kystartilleriet og flåden i et søværnshovedkvarter. Samme år blev de to grene af det finske forsvar lovfæstet. I 1933 ændredes navnet fra kystforsvaret til søstridskræfterne.
I 1919 donerede Storbritannien de to sunkne destroyere, HMS Vittoria og HMS Verulam til Finland. Finnerne havde på dette tidspunkt et stort behov for nye fartøjer og besluttede at forsøge at bjærge de to destroyere og istandsætte dem. Det viste sig dog i 1925 at skibene var så stærkt beskadigede at man opgav foretagendet.
I 1920 overlod Tyskland de to russiske kanonbåde Golub og Pingvin som blev erobret i Tallinn i 1918 til Finland. Disse fartøjer fik navnene Uusimaa og Hämeenmaa i den finske flåde. I begyndelsen af 1930'erne havde man stadig ingen fartøjer der var i stand til at operere på åbent hav. Man kunne lukke de finske søveje med miner, men var ikke i stand til at forsvare disse minespærringer. Dette blev delvist ændret ved panserskibenes fremkomst. Disse skibe var dog heller ikke særligt sødygtige.

#### Fartøjer
Den finske flåde bestod i starten af 1920'erne af:
- 9 kanonbåde
- 6 store torpedobåde af Sokol-klassen
- 4 torpedobåde af Tsiklon-klassen
- 7 mindre torpedobåde
- 4 minelæggere
- 5 minestrygere
- 20 A-både
- 5 T-både (minelæggere)
- 3 bevæbnede isbrydere
- 2 ubåde

Flåden bestod i 1919 af 13 officerer, 36 underofficerer og 690 mand.
Man havde erobret over 70 mindre fartøjer fra Rusland og disse blev over et kaldt for A-både. Af disse A-både fungerede de større både på cirka 15-20 tons som bevæbnede minestrygere, mens de mindre både fungerede som ubevæbnede minestrygere. 20 af disse små fartøjer blev senere tilbageleveret til Sovjetunionen i forbindelse med freden i Tartu.

#### Freden i Tartu
Ved fredsslutningen mellem Finland og Sovjetunionen i oktober 1920 blev det besluttet at Finland skulle aflevere følgende fartøjer:
- 3 torpedobåde
- 6 minestrygere
- 3 bugserbåde
- 5 kuttere
- 20 A-både

Tabet af torpedobådene og minestrygerene var et hårdt slag for den finske flåde. Fredsaftalen betød også at Finland måtte afgive en del af sit territorialfarvand, ikke måtte befæste øerne Hogland, Lövö eller Seitskär. Kysten mellem Rajajoki og Seivestö var ligeledes omfattet af befæstningsforbuddet. Slutteligt måtte ingen af parterne have orlogsfartøjer i søen Ladoga på over 100 ton.

### Den nye flåde (1927)
I begyndelsen af 1920'erne begyndte man at planlægge sammensætningen af en ny flåde som skulle erstatte den efterhånden aldrende erobrede russiske flåde.
Flere planer blev fremlagt i løbet af 1920'erne, men de fleste var overambitiøse og urealistiske, senere forslag skar væsentlig ned på antallet af fartøjer til flåden. Det endelige forslag som blev godkendt den 20. september 1927 resulterede i at flåden anskaffede en del nyt og moderne materiel frem til 1939:
- 2 Panserskibe på 3.800 ton
- 5 Ubåde på 100-400 ton
- 1 Skoleskib
- 6 minestrygere

Disse enheder var kernen i fornyelsesprogrammet. Der fandtes dog yderligere planer om at bygge et tredje panserskib, 4-6 destroyere, to eller tre små ubåde samt adskillelige motortorpedobåde. Dertil fandtes et ønske om større minelægningskapacitet. Da krigen kunne anes i horisonten i slutningen af 1930'erne, rekvirerede flåden et stort antal civile både og fartøjer samt isbrydere og patruljefartøjer fra kystbevogtningen.

## Anden verdenskrig

### Vinterkrigen
Da vinterkrigen brød ud var den finske flåde ikke stærk nok til at udføre alle de opgaver som den blev tildelt. Man overtog og rekvirerede flere civile og statsfartøjer til brug som minelæggere og eskortefartøjer. Flådens hovedopgave var at eskortere handelsskibe, men rådede ikke over et fartøj der egnede sig til denne opgave. Der var stor mangel på minelægningsfartøjer og adskillelige handelsskibe blev overtaget af flåden og udrustet til denne opgave. Navigationsverket havde syv isbrydere og Helsingfors kommune havde en. De fleste af disse isbrydere blev udstyret med kanoner og anvendt til eskortetjeneste. En enkelt isbryder blev benyttet som ubådstender. Flere mindre fartøjer og både fra Kystbevogtningen og Navigationsverket samt private større bugserbåde blev bestykket og anvendt som eskortefartøjer, deriblandt præsidentens yacht. I løbet af krigen blev der bygget tre nye minelæggere, fire minestrygere hvorimod et eskortefartøj gik tabt.
Man okkuperede det demilitariserede Åland for bedre at kunne beskytte handelstrafikken. Under den første måned af krigen udkæmpedes artilleridueller mellem sovjetiske fartøjer og finske kystbatterier ved Hangö, Utö og Björkö. 
I december 1939 var havisen blevet så tyk at kun isbrydere kunne komme frem. De to panserskibe forlagde til havnen i Turku for at supplere byens luftforsvar. De forblev i denne havn under hele krigen. Krigen blev afsluttet ved fredstraktaten i Moskva.

### Mellemfreden
Tekst mangler, hjælp os med at skrive teksten

### Fortsættelseskrigen

#### 1941
Før Fortsættelseskrigen anskaffede man yderligere fem motortorpedobåde fra Italien. Den base som Sovjetunionen havde fået ved fredsaftalen i Moskva efter vinterkrigen på Hangö, delte det finske forsvarsområde i to. Store minefelter blev udlagt med hjælp fra den tyske Kriegsmarine op til krigsudbruddet, i alt blev der mellem 1941 og 1945 udlagt omkring 70.000 miner. De to panserskibe bombarderede den sovjetiske base på Hangö fra starten af krigen og frem til basens evakuering i december 1941.
Operation Nordwind var en tysk/finsk afledningsmanøvre som havde til formål at overbevise Sovjetunionen om at tyske tropper ville gå i land på Dagö og Ösel fra havet. Til dette formål havde man samlet 15 fartøjer som sejlede sydpå fra Utö. Meningen var at russerne skulle observere fartøjerne. Operationen mislykkedes dog totalt på alle måder. Det største tab for den finske flåde indtraf den 13. september 1941 da panserskibet Ilmarinen blev minesprængt og sank. 271 sømænd druknede og 132 mand blev reddet. I løbet af 1941 indgik 3 nye kanonbåde og 6 nye minestrygere i den finske flåde, hvor man i samme periode mistede et panserskib og to minelæggere.

#### 1942
I 1942 blev der fokuseret på ubådskrig, de 5 finske ubåde kæmpede mod mere end 30 sovjetiske ubåde som forsøgte at standse handelstrafikken i Østersøen. De russiske ubåde sænkede 18 skibe, hvoraf 7 var finske. 12 sovjetiske ubåde gik tabt. Under krigen afgik i alt 2.058 fartøjer fra Finland og 2.097 anløb Finland over Østersøen. I den Botniske bugt og Ålandshavet, som ansås som relativt sikkert sejlede 2.119 skibe, hvoraf kun to skibe blev sænket på syv forsøg.
Dette år tilførtes yderligere to eskortefartøjer til flåden, to konverterede handelsfartøjer der blev bevæbnet med sovjetiske 130 mm kanoner og luftværnsartilleri, Et hospitalsskib, to kanonbåde samt en enkelt motortorpedobåd, det eneste tab var en minestryger.
I juli 1942 forsøgte Sovjetunionen at erobre den lille Sommarö i den finske bugt. I erobringsforsøget tabte Sovjetunionen 16 både og 128 mand. 102 russiske soldater blev taget til fange.

#### 1943
I 1943 modtog flåden 17 motortorpedobåde og fem patruljebåde til erstatning for de gamle og umoderne motortorpedobåde. I 1943 gik en minestryger samt en motortorpedobåd tabt.

#### 1944
i 1944 igangsatte Sovjetunionen sin hovedoffensiv mod Finland. Flåden udkæmpede adskillelige slag i Viipuribugten og fik store tab, blandt andet fem patruljebåde, fire minestrygere, en minelægger og to motortorpedobåde. Til sidste var man nødt til at trække sig tilbage.
Den tyske overkommando lovede at levere 4 S-klasse torpedobåde, 100 styk 20 mm maskinkanoner til handelsskibe , 45 afstandsmålere og to radarer (Würzburg), 100 italienske torpedoer og 500 miner, 6 minelægningspramme, 200 EMC-miner, 100 EMR-miner og 6 Artilleripramme. Desuden blev der i Finland konstrueret tre patruljebåde og en motortorpedobåd.

### Laplandskrigen
I september 1944 begyndte Laplandskrigen mod Tyskland. Langt det meste af krigen foregik i nord, men tyskerne forsøgte dog at erobre øen Hogland (Operation Tanne Ost) i syd, men operationen mislykkedes.
Den finske flådes sidste aktion i krigen var landsætningen af tropper i ryggen på tyskerne fra Uleåborg til Torneå.

### Tab og krigsskadeerstatning
Den finske flåde mistede sammenlagt 5.600 BRT, hvoraf panserskibet Ilmarinen stod for over halvdelen. Omkring 1.000 mand mistede livet under tjenesten og når den samlede styrke bestod af 4.000-4.500 mand så er det en meget stor andel der mistede livet i krigen. En stor del af de fartøjer man havde tilbage ved krigens afslutning var forældede, samtidig med den største minerydningsoperation i Finlands historie stod for døren. Panserskibet Väinämöinen indgik i de krigsskadeerstatninger man skulle betale. Desuden var man tvunget til at aflevere alle russiske og tyske fartøjer man havde købt eller erobret. Den eneste undtagelse var de pramme som man havde erobret fra tyskerne ved Hogland.
Handelsflåden kom også til at betale, da man skulle aflevere 104 af de bedste handelsfartøjer til Sovjetunionen. Sammenlagt måtte handelsflåden af med 249 fartøjer med en samlet tonnage på 260.000 ton.

## Den kolde krig
Fredsaftalen i Paris angav begrænsninger i det finske forsvars størrelse. For flådens vedkommende kom det til at indebære at den totale skibstonnage ikke måtte overskride 10.000 ton og mandskabet ikke må være mere end 4.500 mand. Finland antog en stram neutralitet og nyanskaffelser til flåden blev fordelt jævnt mellem øst, vest og hjemligt (1/3 hver).
I årenes løb blev paragrafferne i traktaten fortolket både løst og fast (blandt andet på grund af Vesttysklands indtræden i NATO) Offensive våben såsom torpedoer og antiskibsmissiler blev indkøbt. Efter Sovjetunionens opløsning er traktaten i princippet ikke længere gyldig.

### Fartøjer under den kolde krig
- 3 fregatter
- 2 korvetter
- 2 minelæggere
- 5 missilfartøjer
- 4 minestrygere
- 24 patruljebåde/torpedobåde

## I dag
Søstridskræfternes marinekommando og flådens myndigheder hører under kommandøren for marinen og marinestaben.
Den finske marinen er delt i tre administrative myndigheder, Finske bugts marinekommando, Skærgårdshavets Marinekommando samt et kystforsvarsområde benævnt Kotka Kystområde. Morgonlandet fungerer som grænse mellem forsvarsområderne i den finske bugt og Skærgårdshavet. 
Øvrige myndigheder i marinen er Marinens Depot i Turku, Søstridsskolen, Marinens Forskningsanstalt som er placeret ved Suomenlinna samt Uudenmaan Prikaati ((svensk) Nylands Brigade) som befinder sig i Dragsvik ved Ekenäs. Uudenmaan Prikaati er den eneste enhed i Finland hvor de værnepligtige kan gennemføre værnepligten på svensk.

### Personel
Den finske flådes fredstidsstyrke består af 2.300 ansatte og 4.300 værnepligtige hvoraf omtrent 30 procent er kvinder. Ved et eventuelt krigsudbrud skal den mobiliserede styrke udgøre omkring 30.000 mand. 
Den normale uddannelsestid er 6-12 måneder men der findes længerevarende uddannelser såsom kampsvømmere, frømandsuddannelsen ved Obbnäs samt Kystjageruddannelsen ved Dragsvik.

### Fartøjer
- 1x Pohjanmaa-klassen (minelægger)
- 2x Hämeenmaa-klassen (minelægger)
- 3x Pansio-klassen (minelægger)
- 6x Kuha-klassen (minestryger)
- 7x Kiiski-klassen (minestryger)
- 4x Rauma-klassen (missilfartøj)
- 4x Hamina-klassen (missilfartøj)
- 2x Kiisla-klassen (bevogtningsfartøj)
- 3x Syöksy-klassen (kommandoskib)
- 3x Fabian Wrede-klassen (skolefartøj)
- 3x Kampela-klassen (transportfartøj)
- 5x Valas-klassen (transportfartøj)
- 1x Mursu-klassen (dykkerfartøj)

Dertil kommer en del specialfartøjer

## Kystartilleriet
Det finske kystartilleri består af både kystartilleri og infanteri til sikring af pjecepositionerne. Kystartilleriet er opbygget både af traditionelle, stationære artilleripjecer (130 mm og 100 mm), mobile pjecer (152 mm) samt missilsystemer, deriblandt de svenskeproducerede RBS-15 antiskibsmissil monteret på lastbiler samt to kompagnier udrustet med EuroSpike ER.

## Fremtid
Mod slutningen af dette årti modtager den finske flåde tre nye minerydningsfartøjer, disse skal erstatte de aldrende Kuha- og Kiiski-klasser, værdien af disse tre fartøjer løber op i 245 millioner euro og er bestilt fra det italienske firma Intermarine. De skal efter planen leveres mellem 2010-12 og være operative seneste 2015. Udover minerydning skal de også kunne anvendes i civile opgaver såsom søopmåling og havforskning.

## Rangorden

### Officersgruppen
| Distinktion |          |               |                 |                |                     |                   |                    |               |                         |
| Finsk rang  | Amiraali | Vara-amiraali | Kontra-amiraali | Lippueamiraali | Kommodori Komentaja | Komentajakapteeni | Kapteeniluutnantti | Yliluutnantti | Luutnantt Aliluutnantti |

### Sergent og meniggruppen
| Distinktion |                |              |           |                             |                          |              |             |                   |          |
| Finsk rang  | Sotilasmestari | Ylipursimies | Pursimies | Ylikersantti Upseerikokelas | Kersantti Upseerioppilas | Alikersantti | Ylimatruusi | Aliupseerioppilas | Matruusi |

## Navngivning
Frem til 1936 havde alle fartøjer i Kystflåden et upersonligt bogstav samt et nummer i stedet for et navn. Men det viste sig at ved at give skibene navne steg besætningernes moral og motivation og siden da har man i den finske flåde givet skibene navne.
Navngivningen af finske orlogsfartøjer følger ingen bestemte regler. Navnene er taget fra et bredt område: Mytologien (Kalevala), geografiske områder, berømte slag, fisk, personer mm. Det fartøjsnavn i en klasse bliver som regel navnet på hele klassen.